# Кубок німецької ліги з футболу 1998
Кубок німецької ліги 1998 — 3-й розіграш Кубка німецької ліги. Змагання проводиться за системою «плей-оф», де і визначають переможця. Переможцем вдруге поспіль стала Баварія.

## Календар
| Раунд        | Дата                     | Матчі | Клуби |
| ------------ | ------------------------ | ----- | ----- |
| Перший раунд | 31 липня - 1 серпня 1998 | 2     | 6 → 4 |
| 1/2 фіналу   | 3-4 серпня 1998          | 2     | 4 → 2 |
| Фінал        | 8 серпня 1998            | 1     | 2 → 1 |

## Перший раунд
| Команда 1     | Рахунок | Команда 2 |
| ------------- | ------- | --------- |
| 31 липня 1998 |         |           |
| Баєр 04       | 3:0     | Дуйсбург  |
| 1 серпня 1998 |         |           |
| Штутгарт      | 2:1     | Шальке 04 |

## 1/2 фіналу
| Команда 1     | Рахунок | Команда 2      |
| ------------- | ------- | -------------- |
| 3 серпня 1998 |         |                |
| Баєр 04       | 0:1     | Баварія        |
| 4 серпня 1998 |         |                |
| Штутгарт      | 3:2     | Кайзерслаутерн |

## Фінал
| 8 серпня 1998 |

| Баварія                      | 4:0      | Штутгарт |
| ---------------------------- | -------- | -------- |
| Елбер 4', 25', 41' Янкер 89' | Протокол |          |

| БайАрена, Леверкузен Глядачів: 14 000 Арбітр: Луц Міхаель Фроліх |